# Christine Moissl-Eichinger
Christine Moissl-Eichinger (* 4. März 1976 in Vilsbiburg) ist eine deutsche Mikrobiologin, deren Forschungsschwerpunkt auf dem Gebiet der mikrobiellen Ökologie, dem Menschlichen Mikrobiom und den Archaeen liegt.

## Leben
Christine Moissl absolvierte ihr Studium der Mikrobiologie am Archaeenzentrum an der Universität Regensburg, wo sie 2004 auch promovierte. Ein weiteres Ergebnis dieser Forschungsarbeit ist ein Patent über ein Mikrobielles Nanowerkzeug, das sie zusammen mit Robert Huber, ihrem Doktorvater, hält.
Anschließend arbeitete sie als Postdoc an den Universitätskliniken in Regensburg (Rheumatologie) und wechselte später an das CALTECH/NASA Jet Propulsion Laboratory in Kalifornien, USA.
2007 kehrte sie als Nachwuchsgruppenleiterin an die Universität Regensburg, Lehrstuhl für Mikrobiologie und Archaeenzentrum, zurück, wo sie sich 2014 habilitierte.
2014 nahm Christine Moissl-Eichinger ein Angebot der Medizinischen Universität Graz als Universitätsprofessorin für „Interaktive Mikrobiomforschung“ an. Dort leitet sie eine Forschungsgruppe und übernahm verschiedene universitäre Aufgaben, wie z. B. die Leitung des Zentrums für Mikrobiomforschung, welches in ein eigenes Forschungsfeld „Mikrobiom und Infektion“ der Medizinischen Universität Graz umgewandelt wurde.
Seit 2014 organisiert sie mit ihren Kollegen in Graz das jährliche internationale Theodor Escherich Symposium für Mikrobiomforschung.
Seit 2023 unterstützt sie Michael Wagner als wissenschaftliche Co-Direktorin bei der Leitung des FWF Cluster of Excellence „Microbiomes drive Planetary Health“, einem Forschungsverbund von 30 Projektleitern in Österreich.
Christine Moissl-Eichinger ist verheiratet und hat zwei Töchter.

## Wissenschaftliche Schwerpunkte
Christine Moissl-Eichinger verfasste bis 2024 über 110 in SCI/SSCI und/oder PUBMED gelistete Publikationen, die größtenteils in interdisziplinären Journalen erschienen sind.
Seit 2012 liegt der Fokus ihrer Arbeiten auf dem menschlichen Archaeom, der Gemeinschaft aller Archaeen, die sich im Mikrobiom des Menschen befinden und zur Gesundheit und Krankheit beitragen können. Neben den Arbeiten über das Hautarchaeom, sind insbesondere die Archaeen des Gastrointestinaltraktes im Vordergrund der Forschungen. 2022 entstand unter ihrer Leitung ein Katalog von 1167 einzigartigen Genomen der Archaeen des menschlichen Darmes.
Darüber hinaus umspannen ihre Forschungsprojekte Schwangerschaft und frühkindliche Gesundheit, das nasale Mikrobiom und Geruchssinn, Haut und Darm, sowie die Interaktion des Mikrobioms mit dem menschlichen Immunsystem. Weiterhin war sie involviert in eine Vielzahl von Projekten, die sich mit Planetary Protection beschäftigen.

## Mitgliedschaften (Auswahl)
| Seit 2022 | NFDI4 Microbiota Member Scientific Advisory Board                                                                       |
| Seit 2021 | Vereinigung für die Allgemeine und Angewandte Mikrobiologie (VAAM) Stellvertretende Sprecherin der Fachgruppe Mikrobiom |
| 2021–2024 | Life Sciences Working Group (LSWG) – European Space Agency Mitglied und Beraterin                                       |
| Seit 2020 | Vereinigung für die Allgemeine und Angewandte Mikrobiologie (VAAM) Stellvertretende Sprecherin der Fachgruppe Archaea   |
| Seit 2020 | AMICI: Österreichische Mikrobiom Initiative AMICI Committee member                                                      |
| Seit 2018 | European Academy of Sciences and Arts (EASA) Ordentliches Mitglied                                                      |

## Auszeichnungen (Auswahl)
| 2023    | Österreichischer Hygiene-Preis of the ÖGHMP (PhD Studentin Charlotte Neumann)              |
| 2022    | Leadership Award Medical University of Graz                                                |
| 2020    | Best Collaborative BioTechMed-Graz Paper Award 2020 (PostDoc Alexander Mahnert)            |
| 2019    | Österreichischer Hygiene-Preis of the ÖGHMP (PostDoc Alexander Mahnert)                    |
| 2017    | 2nd Frontiers Spotlight Award                                                              |
| 2017    | Life Science PhD Award Austria, ÖGMBT (PhD Studentin Alexandra Perras)                     |
| 2014    | ESF Award for the discovery of a Top 10 New Species 2014                                   |
| 2008    | NASA Certificate of Recognition for the creative development of technical innovation       |
| 2006    | Promotionspreis der Fakultät für Biologie und Vorklinische Medizin, Universität Regensburg |
| Quelle: |                                                                                            |

## Publikationen (Auswahl)
- Clinical NEC prevention practices drive different microbiome profiles and functional responses in the preterm intestine. In: Nature Communications. Band 14, Nr. 1, 2023, ISSN 2041-1723, S. 1349, doi:10.1038/s41467-023-36825-1, PMID 36906612 (mit Charlotte J. Neumann, Alexander Mahnert, Christina Kumpitsch, Raymond Kiu, Matthew J. Dalby, Magdalena Kujawska, Tobias Madl, Stefan Kurath-Koller, Berndt Urlesberger, Bernhard Resch, Lindsay J. Hall).
- A catalogue of 1,167 genomes from the human gut archaeome. In: Nature Microbiology. Band 7, Nr. 1, 2022, ISSN 2058-5276, S. 48–61, doi:10.1038/s41564-021-01020-9, PMID 34969981 (Cynthia Maria Chibani, Alexander Mahnert, Guillaume Borrel, Alexandre Almeida, Almut Werner, Jean-François Brugère, Simonetta Gribaldo, Robert D. Finn, Ruth A. Schmitz).
- Methanogenic archaea in the human gastrointestinal tract. In: Nature Reviews Gastroenterology & Hepatology. Band 19, Nr. 12, 2022, ISSN 1759-5053, S. 805–813, doi:10.1038/s41575-022-00673-z (Christoph Hoegenauer, Heinz F. Hammer, Alexander Mahnert).
- Reduced B12 uptake and increased gastrointestinal formate are associated with archaeome-mediated breath methane emission in humans. In: Microbiome. Band 9, Nr. 1, 2021, ISSN 2049-2618, S. 193, doi:10.1186/s40168-021-01130-w, PMID 34560884 (Christina Kumpitsch, Florian Ph. S. Fischmeister, Alexander Mahnert, Sonja Lackner, Marilena Wilding, Corina Sturm, Anna Springer, Tobias Madl, Sandra Holasek, Christoph Högenauer, Ivan A. Berg, Veronika Schoepf).
- The host-associated archaeome. In: Nature Reviews Microbiology. Band 18, Nr. 11, 2020, ISSN 1740-1534, S. 622–636, doi:10.1038/s41579-020-0407-y (Guillaume Borrel, Jean-François Brugère, Simonetta Gribaldo, Ruth A. Schmitz).
- First Insights into the Diverse Human Archaeome: Specific Detection of Archaea in the Gastrointestinal Tract, Lung, and Nose and on Skin. In: mBio. Band 8, Nr. 6, 2017, ISSN 2161-2129, doi:10.1128/mBio.00824-17, PMID 29138298 (Kaisa Koskinen, Manuela R. Pausan, Alexandra K. Perras, Michael Beck, Corinna Bang, Maximilian Mora, Anke Schilhabel, Ruth Schmitz).
- First Insights into the Diverse Human Archaeome: Specific Detection of Archaea in the Gastrointestinal Tract, Lung, and Nose and on Skin. In: mBio. Band 8, Nr. 6, 2017, ISSN 2161-2129, doi:10.1128/mBio.00824-17, PMID 29138298 (Kaisa Koskinen, Manuela R. Pausan, Alexandra K. Perras, Michael Beck, Corinna Bang, Maximilian Mora, Anke Schilhabel, Ruth Schmitz).
- Taxonomic and functional analyses of intact microbial communities thriving in extreme, astrobiology-relevant, anoxic sites. In: Microbiome. Band 9, Nr. 1, 2021, ISSN 2049-2618, S. 50, doi:10.1186/s40168-020-00989-5, PMID 33602336 (Alexandra Kristin Bashir, Lisa Wink, Stefanie Duller, Petra Schwendner, Charles Cockell, Petra Rettberg, Alexander Mahnert, Kristina Beblo-Vranesevic, Maria Bohmeier, Elke Rabbow, Frederic Gaboyer, Frances Westall, Nicolas Walter, Patricia Cabezas, Laura Garcia-Descalzo, Felipe Gomez, Mustapha Malki, Ricardo Amils, Pascale Ehrenfreund, Euan Monaghan, Pauline Vannier, Viggo Marteinsson, Armin Erlacher, George Tanski, Jens Strauss, Mina Bashir, Andreas Riedo).
- Man-made microbial resistances in built environments. In: Nature Communications. Band 10, Nr. 1, 2019, ISSN 2041-1723, S. 968, doi:10.1038/s41467-019-08864-0 (Alexander Mahnert, Markus Zojer, David Bogumil, Itzhak Mizrahi, Thomas Rattei, José Luis Martinez, Gabriele Berg).
- Space Station conditions are selective but do not alter microbial characteristics relevant to human health. In: Nature Communications. Band 10, Nr. 1, 2019, ISSN 2041-1723, S. 3990, doi:10.1038/s41467-019-11682-z (Maximilian Mora, Lisa Wink, Ines Kögler, Alexander Mahnert, Petra Rettberg, Petra Schwendner, René Demets, Charles Cockell, Tatiana Alekhova, Andreas Klingl, Robert Krause, Anna Zolotariof, Alina Alexandrova).
- Biology of a widespread uncultivated archaeon that contributes to carbon fixation in the subsurface. In: Nature Communications. Band 5, Nr. 1, 2014, ISSN 2041-1723, S. 5497, doi:10.1038/ncomms6497 (Alexander J. Probst, Thomas Weinmaier, Kasie Raymann, Alexandra Perras, Joanne B. Emerson, Thomas Rattei, Gerhard Wanner, Andreas Klingl, Ivan A. Berg, Marcos Yoshinaga, Bernhard Viehweger, Kai-Uwe Hinrichs, Brian C. Thomas, Sandra Meck, Anna K. Auerbach, Matthias Heise, Arno Schintlmeister, Markus Schmid, Michael Wagner, Simonetta Gribaldo, Jillian F. Banfield).
- Archaea on Human Skin. In: PLOS ONE. Band 8, Nr. 6, 2013, ISSN 1932-6203, S. e65388, doi:10.1371/journal.pone.0065388, PMID 23776475 (Alexander J. Probst, Anna K. Auerbach).